# The People's Record
The People's Record är Club 8:s sjunde studioalbum, utgivet 2010 på svenska Labrador.

## Låtlista
1. "Western Hospitality" - 3:49
2. "Isn't That Great?" - 4:21
3. "Shape Up!" - 3:17
4. "Dancing with the Mentally Ill" - 3:56
5. "My Pessimistic Heart" - 3:05
6. "Back to A" - 3:30
7. "Like Me" - 3:10
8. "Be Mad, Get Ill, Be Still" - 3:11
9. "We're All Going to Die" - 3:36
10. "The People Speak" - 5:06

### Fotnoter
1. ↑  ”The People's Record”. Discogs.com. http://www.discogs.com/Club-8-The-Peoples-Record/release/2299654. Läst 12 april 2012.